# Archisphex crowsoni
Archisphex crowsoni   (лат.) — ископаемый вид мелких роющих ос из подсемейства Angarosphecinae из отложений мелового периода.

## История
Один из древнейших видов ос, возраст находки более 100 млн лет (нижний мел). Единственный экземпляр (отпечаток переднего крыла) был собран английским энтомологом Роем Кроусоном (R. A. Crowson; в честь которого и был назван) в 1939 году и хранится в MCZ (no. 6312). Описан американским энтомологом Говардом Эвансом (Howard E. Evans) из Музея Сравнительной Зоологии (Museum of Comparative Zoology).

## Распространение
Великобритания, формация Уодхерст-Клэй, карьер Хилл-Пит, Танбридж, Англия.

## Описание
Описан только по одному переднему крылу длиной 5 мм. Предположительная длина тела этой осы могла быть 7—9 мм.